# 陳茗倫
陳茗倫（法語：Sony Chan，1975年10月12日—），居於法國的香港人，現職專欄作家、法國網紅、電視及電台主持、言辭鋒利的楝篤笑藝人，是法國演藝圈中極少數出色的亞裔藝人。陳茗倫出生時的性別指定是男性，平常以女性打扮示人，其性別認同為非二元性別。

## 簡歷
Sony Chan 於1975年10月12日出生於香港，11歲隨家人移居法國東部城市史特拉斯堡，精通中、英、法文。身為男性的陳茗倫打扮遊走女性之間，從不定位、隨心所欲。大學時修讀建築系，曾任職一年建築師，後轉當時裝買手，期間認識不少法國娛樂圈中人，慢慢踏上銀色旅途。
2009年，Sony Chan開始自己寫作及演出楝篤笑，以八十年代香港明星的璀璨華麗打扮站在台上演出，打破一直以來喜歡以黑衫黑褲黑裙示人的楝篤笑藝人習慣，隨即闖出名堂。
2011年，開始於法國多個電台及賈視台OÜI FM擔任主持。
2013年，於巴黎的劇場中固定演出楝篤笑 "Différent comme tout le monde"（像你/妳我一樣不同）和「無Label」，講名牌與身份認同。
2015年，與法國著名主持Frédéric Lopez及André Manoukian合作，成為Folie passagère的喜劇演員，共同聲演France Inter「歡樂今朝 On va tous y passer」，偶爾插入一些臨時創作的廣東話台詞之餘，更選用伍詠薇小姐「失落於巴黎鐵塔下」副歌的第一句歌認做jingle，廣受歡迎。
2018，重返香港於中環藝穗會舉行共8場（一場法語及七場廣東話）楝篤笑首演《法瘋Show之熟女心經》。
2019年，回港拍攝香港電台外判劇《萬輻瑪利亞》擔任主角，飾演亦男亦女的瑪利亞，期間參與偶像鄭裕玲。
2020年，於香港演藝學院舉行兩場楝篤笑《香港小姐與法國佳麗》。
2022年，於香港演藝學院舉行四場楝篤笑《靚在瘟疫蔓延時》。